# Elizabethan Serenade
Elizabethan Serenade è una composizione di musica leggera di Ronald Binge. Quando fu suonato per la prima volta dall'Orchestra Mantovani nel 1951, era intitolata semplicemente Andante cantabile, anche se le parti originali del manoscritto orchestrale di Ronald Binge mostrano il titolo The Man in the Street (forse il titolo di un vecchio documentario televisivo). Il nome fu modificato dal compositore per riflettere l'ottimismo del dopoguerra di una "nuova Età elisabettiana" che ebbe inizio con il giorno dell'ascesa al potere della Regina Elisabetta II nel febbraio del 1952.
Il brano fece vincere a Binge il premio Ivor Novello, premio in ricordo dell'omonimo artista, ed ebbe anche successo in Germania (registrato dal Coro Günther Kallmann) e in Sud Africa. Una versione con testi del poeta Christopher Hassall intitolata Where the Gentle Avon Flows fu pubblicata e il lavoro ebbe anche i versi in tedesco, ceco (catato da Karel Gott), norvegese, svedese, finlandese, olandese, danese e francese. Il pezzo fu usato come la sigla musicale di Music In Miniature sul BBC Light Programme.
Nel 1970 fu pubblicata una versione reggae chiamata Elizabethan Reggae di Boris Gardiner & the Love People. (Questo fu inizialmente attribuito erroneamente al produttore del brano, Byron Lee e i Dragonaires.)
Nel 1982 Louise Tucker registrò una versione vocale diversa intitolata Only For You nell'album Midnight Blue.